# Lee Ae-jung
Pour les articles homonymes, voir Lee.
Lee Ae-jung (en coréen: 이애정), née le 17 mars 1987 à Séoul et morte le 6 septembre 2007 dans la même ville, est une actrice sud-coréenne.

## Biographie
Elle commence sa carrière à l'âge de dix ans en apparaissant dans la série télévisée Seoul Tango. Par la suite, elle accède à la notoriété grâce à sa participation à Little Prince (1999), Autumn Fairy Tale (2000), Four Sisters (2001), Beautiful Days (2001) et Jump (2005). 
En 2006, alors qu'elle vient d'entrer à l'Université d'Hanyang, on lui diagnostique un cancer du cerveau, dont elle meurt l'année suivante, après deux interventions chirurgicales infructueuses.